# Прохи (Ґродзиський повіт)
Прохи (пол. Prochy) — село в Польщі, у гміні Веліхово Ґродзиського повіту Великопольського воєводства.
Населення — 186 осіб (2011).
У 1975-1998 роках село належало до Познанського воєводства.

## Демографія
Демографічна структура станом на 31 березня 2011 року:
|          | Загалом | Допрацездатний вік | Працездатний вік | Постпрацездатний вік |
| -------- | ------- | ------------------ | ---------------- | -------------------- |
| Чоловіки | 88      | 30                 | 51               | 7                    |
| Жінки    | 98      | 26                 | 51               | 21                   |
| Разом    | 186     | 56                 | 102              | 28                   |